# Fonem
Fonem (af græsk φώνημα phṓnēma "lyd") betegner den sproglige lyd som funktionelt element, dvs. uafhængigt af den enkelte sprogbrugers udtale og uafhængigt af kontekstbestemte varianter – modsat allofoner. Fonemet er den mindste betydningsadskillende enhed i et sprog. Hvilke fonetiske forskelle, der konstituterer fonemer, afdækkes ved at undersøge forskellige lyds funktion i ord ved hjælp af minimale par.
- Wikimedia Commons har flere filer relateret til Fonem

| Sprog | Spire Denne artikel om sprog er en spire som bør udbygges. Du er velkommen til at hjælpe Wikipedia ved at udvide den. |